# 阿布东·帕米克
阿布东·帕米克（義大利語：Abdon Pamich，1933年10月3日—），意大利男子田径运动员，主攻竞走。他曾代表意大利参加1956年、1960年、1964年、1968年和1972年夏季奥林匹克运动会田径比赛。